# Donation royale
Ne pas confondre avec la Dotation royale qui est un montant annuel alloué par l'État belge à des membres de la Famille royale.
 (décembre 2018).
Si vous disposez d'ouvrages ou d'articles de référence ou si vous connaissez des sites web de qualité traitant du thème abordé ici, merci de compléter l'article en donnant les références utiles à sa vérifiabilité et en les liant à la section « Notes et références ».
La Donation royale (en néerlandais : Koninklijke Schenking; en allemand : Königliche Schenkung) est une institution publique autonome, créée par l'État belge, à l'instar du Crown Estate au Royaume-Uni, afin de gérer les biens légués par le roi Léopold II à la Belgique.
Elle se compose d'une partie de l'immense fortune ayant appartenu au roi, qui ne voulait pas voir son héritage divisé entre ses filles, qui avaient toutes les trois épousé des princes étrangers. Le roi Léopold II a conditionné ce legs : certains biens doivent rester à la disposition de la famille royale. La donation royale est financièrement et totalement indépendante, sans charges pour le contribuable ; elle répond de ses propres rentrées et dépenses, gère elle-même ses biens et son personnel.

## Histoire

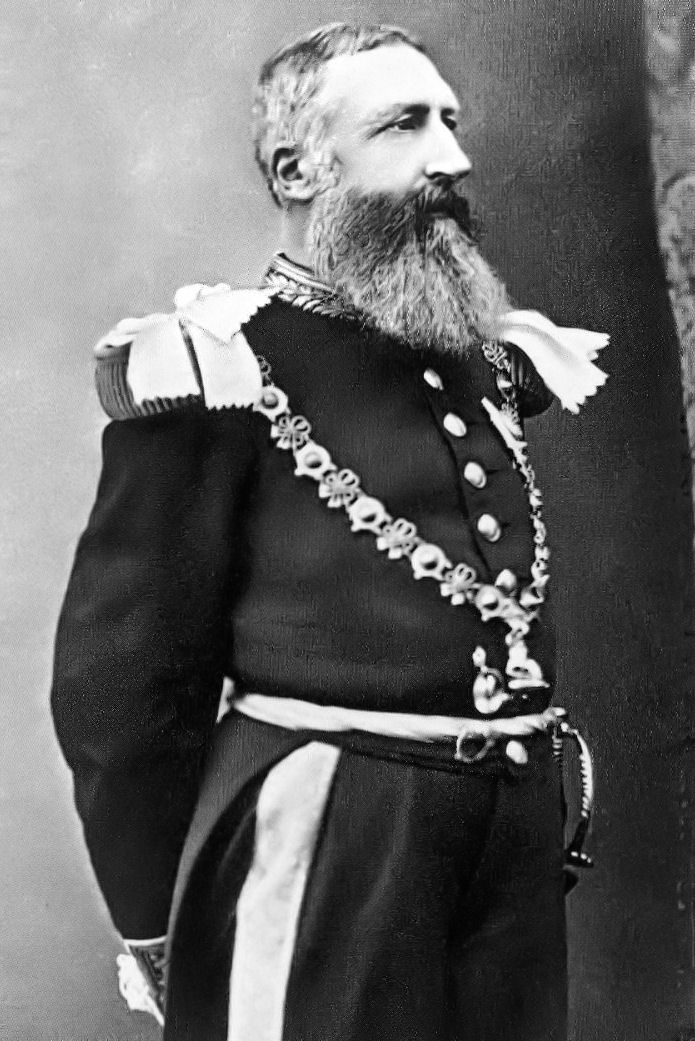
Léopold II, roi des Belges.

En 1900, à l'occasion du 65e anniversaire de sa naissance, le roi Léopold II décida de faire don à l'État des biens qu'il avait acquis les années précédentes et qui contribuaient à la beauté du pays. Il transmit sa décision au gouvernement par courrier le 9 avril de l’année 1900.
Il mit trois conditions à ce don : les terrains et bâtiments ne pourraient jamais être vendus, ils devaient pour certains garder leur fonction et leur aspect d'origine et être à la disposition des successeurs au trône.
Les principales possessions qui faisaient partie à l'origine de la donation sont, par exemple, le parc et le château de Laeken, les serres de Laeken, les châteaux de Stuyvenberg et de Ciergnon, le parc Duden à Forest et l'arboretum de Tervueren.
À présent, la Donation royale est une institution publique autonome ayant sa propre personnalité juridique. Elle est financièrement tout à fait indépendante : elle répond de ses propres rentrées et dépenses, gère elle-même ses biens et son personnel. Une partie des possessions est à la disposition du roi, tels le parc de Laeken, les châteaux du Belvédère, du Stuyvenberg et de Ciergnon, mais d'autres biens, comme les bureaux à Bruxelles ou des terres agricoles, sont loués afin de procurer des rentrées à la Donation.
Par lettre du 15 novembre 1900, d'autres biens furent ajoutés à l'inventaire du 9 avril.
L'État accepta la donation par une loi du 31 décembre 1903.
Dans un premier temps, la gestion de l'ensemble de ces biens était assumée par le Service des Domaines du Ministère des Finances.
Après quelque temps, la Donation royale est devenue en 1930 un établissement public autonome de l'État, sous le contrôle du ministre des Finances.
La Donation royale est dotée d'une personnalité juridique distincte et d'une complète autonomie financière, c’est-à-dire qu'elle doit être indépendante financièrement, sans charges pour le contribuable.
La Donation royale est gérée par un conseil d'administration composé de onze membres et d'une secrétaire, dont trois dignitaires ou anciens dignitaires de la Cour. Lorsqu'il réside dans un domaine appartenant à la Donation royale, tout monarque ayant régné ou son conjoint survivant peut se faire représenter, en surnombre, par un dignitaire ou ancien dignitaire. Les membres sont nommés par arrêté royal. L'intendant de la Liste civile fait toutefois et toujours, de droit, partie du conseil. Il y a une limite d'âge de 75 ans.

## Patrimoine
La valeur estimée de la Donation Royale est évaluée à 849 millions € (1er janvier 2018) ainsi qu'une réserve de trésorerie de 35 millions € :
- Patrimoine immobilier et mobilier : 522 millions €
- Patrimoine fiduciaire (actions et obligations) : €

Toutefois, un article de la Libre Belgique, datant du 6 janvier 2024, sur base du bilan 2022 de la Donation Royale elle-même, estime la valeur du patrimoine de la Dotation Royale à 231,4 millions €, hors 52,9 millions € pour les "actifs biologiques constitués des bois liés aux exploitations forestières d'Ardenne et de Tervuren". Par ailleurs, ce montant ne compte pas les terrains non bâtis (champs, pâtures, dunes, ...) et est très probablement largement sous-évalué, car il est en effet quasi impossible de valoriser des biens qui sont des monuments historiques.

## Immobilier
Le patrimoine immobilier de la Donation royale peut être réparti en trois catégories :
1. Conformément aux obligations contractuelles imposées à l'État-bénéficiaire, les biens cités ci-après sont mis à la disposition de la Maison royale, qui en a la jouissance effective[6] :
2. Un certain nombre de biens a reçu au cours des années une affectation d'intérêt général :
3. Les autres biens du patrimoine immobilier sont loués, les recettes doivent permettre à la Donation royale de couvrir ses dépenses :

### Biens pour la famille royale
| Résidences           | Emplacement        | Note | Image |
| -------------------- | ------------------ | --- | ----- |
| Roi Philippe         |                    | |       |
| Château de Laeken    | Laeken (Bruxelles) | Depuis 2013, il est la résidence officielle du roi Philippe, de son épouse la reine Mathilde et de leurs quatre enfants.             |       |
| Serres royales       | Laeken (Bruxelles) | Construction réalisée par l'architecte Alphonse Balat dans le parc attenant au château de Laeken à l'initiative de Léopold II.       |       |
| Château de Ciergnon  | Ciergnon (Houyet)  | Le domaine de Ciergnon a été acquis par le roi Léopold Ier en 1840, il est la résidence de campagne de la famille royale.            |       |
| Roi Albert II        |                    | |       |
| Château du Belvédère | Laeken (Bruxelles) | Le Château du Belvédère est la résidence privée et officielle du roi Albert II et de son épouse, la reine Paola depuis 1959.         |       |
| Princesse Astrid     |                    | |       |
| Villa Schonenberg    | Laeken (Bruxelles) | La villa a été construite pour la princesse Astrid et son mari l'archiduc Lorenz d'Autriche-Este en 1998, à leur retour en Belgique. |       |
| Prince Laurent       |                    | |       |
| Villa Clémentine     | Moorsel (Tervuren) | La villa est la résidence privée du prince Laurent et de son épouse la princesse Claire, elle a été construite en 1993.              |       |

### Biens d'intérêt général
| Biens                 | Emplacement            | Note | Image |
| --------------------- | ---------------------- | --- | ----- |
| Tour japonaise        | Laeken (Bruxelles)     | |       |
| Pavillon chinois      | Laeken (Bruxelles)     | |       |
| Jardin colonial       | Laeken (Bruxelles)     | |       |
| Arboretum de Tervuren | Moorsel (Tervuren)     | |       |
| Hôtel Bellevue        | Bruxelles              | En 1905, le roi Léopold II fait racheter le Bellevue pour le relier au palais dont il projette la transformation |       |
| Parc Élisabeth        | Koekelberg (Bruxelles) | |       |
| Parc Duden            | Forest (Bruxelles)     | |       |
| Parc Marie-Henriette  | Stene (Ostende)        | |       |
| Parc Léopold          | Etterbeek (Bruxelles)  | |       |

### Biens loués
| Biens                         | Emplacement                     | Note | Image |
| ----------------------------- | ------------------------------- | --- | ----- |
| Terrains agricoles : 908 ha   |                                 | |       |
| Terrains forestier : 4 800 ha |                                 | |       |
| Château de Ravenstein         | Ravenstein (Tervuren)           | Le château de Ravenstein, désormais aménagé en club house, était une propriété du Roi Léopold II |       |
| Château de Duden              | Forest (Bruxelles)              | |       |
| Château du Stuyvenberg        | Laeken (Bruxelles)              | |       |
| Château de Ferage             | Ferage (Houyet)                 | |       |
| Château de Val Duchesse       | Auderghem (Bruxelles)           | |       |
| Château de Villers-sur-Lesse  | Villers-sur-Lesse (Rochefort)   | |       |
| Château de Fenffe             | Fenffe (Houyet)                 | En 1891, lorsque le roi Léopold II le rachète, il l'annexe au domaine royal. Il a été la résidence de campagne du roi Albert II jusqu'à son accession au trône. En raison de son coût d'entretien trop important, et de la réduction de la dotation royale à l'ancien souverain, le château a été mis en location dès 2014. |       |
| Royal Golf Club d'Ostende     |                                 | |       |
| Royal Golf Club d'Ardenne     |                                 | |       |
| Royal Golf Club de Ravenstein | Ravenstein (Tervuren)           | |       |
| Hippodrome Wellington         | Stene (Ostende)                 | |       |
| Stade Joseph Marien           | Forest (Bruxelles)              | |       |
| Royal Yacht Club              | Neder-Over-Heembeek (Bruxelles) | |       |
| Écuries norvégiennes          |                                 | |       |
| Galeries vénitiennes          |                                 | |       |
| Chapelle de Küssnacht         |                                 | |       |

- Terrains de la British School of Brussels (en)
- Résidence royale située Langestraat à Ostend
- Étangs de Boitsfort
- Cinéma Vendôme
- Bureaux Coudenberg
- Immeubles dans les quartiers Coudenberg, place Jean Jacobs et place des Quatre Bras à Bruxelles
- droit de chasse a été réservé à la Couronne sur les 2 500 ha du domaine d'Ardenne.
- Diverses habitations à Laeken et en Ardenne